# Hipoteza (matematika)
U matematici, hipoteza je zaključak ili predlog za koji se pretpostavlja da je istinit zbog preliminarnih pratećih dokaza, ali za koji još nije pronađen dokaz ili opovrgnuće. Neke konjekture, kao što je Rimanova hipoteza (još uvek pretpostavka) ili poslednja Fermaova teorema (pretpostavka koju je Endru Vajls dokazao 1995. godine), oblikovali su veći deo matematičke istorije, jer su razvijena nova područja matematike kako bi se dokazale.

## Važni primeri

### Poslednja Fermaova teorema
U teoriji brojeva, Poslednja Fermaova teorema (ponekad zvana Fermaova konjektura, posebno u starijim tekstovima) navodi da nijedna tri pozitivna cela broja {\displaystyle a}, {\displaystyle b}, i {\displaystyle c} ne mogu da zadovolje jednačinu {\displaystyle a^{n}+b^{n}=c^{n}} za bilo koju celobrojnu vrednost {\displaystyle n} veću od dva.
Ovu teoremu je prvi formulisao Pjer de Ferma 1637. godine na marginama kopije Diofantove Aritmetike, gde je tvrdio da ima dokaz koji je prevelik da bi stao u marginu. Prvi uspešan dokaz objavio je Endru Vajls 1994. godine, a formalno je objavljen 1995. godine, nakon 358 godina napora matematičara. Ovaj nerešeni problem podstakao je razvoj algebarske teorije brojeva u 19. veku, i dokaz teoreme modularnosti u 20. veku. Ovo je jedna je od najistaknutijih teorema u istoriji matematike, a pre njenog dokaza bila je u Ginisovoj knjizi svetskih rekorda kao jedan od „najtežih matematičkih problema”.

## Literatura
- Beurling, Arne (1955), „A closure problem related to the Riemann zeta-function”, Proceedings of the National Academy of Sciences of the United States of America, 41 (5): 312—314, Bibcode:1955PNAS...41..312B, MR 0070655, PMC 528084 , PMID 16589670, doi:10.1073/pnas.41.5.312
- Bombieri, Enrico (2000), The Riemann Hypothesis – official problem description (PDF), Clay Mathematics Institute, Архивирано из оригинала (PDF) 22. 12. 2015. г., Приступљено 2008-10-25 Reprinted in Borwein et al. 2008.
- Borwein, Peter; Choi, Stephen; Rooney, Brendan; Weirathmueller, Andrea, ур. (2008), The Riemann Hypothesis: A Resource for the Afficionado and Virtuoso Alike, CMS Books in Mathematics, New York: Springer, ISBN 978-0-387-72125-5, doi:10.1007/978-0-387-72126-2
- Borwein, Peter; Ferguson, Ron; Mossinghoff, Michael J. (2008), „Sign changes in sums of the Liouville function”, Mathematics of Computation, 77 (263): 1681—1694, Bibcode:2008MaCom..77.1681B, MR 2398787, doi:10.1090/S0025-5718-08-02036-X
- de Branges, Louis (1992), „The convergence of Euler products”, Journal of Functional Analysis, 107 (1): 122—210, MR 1165869, doi:10.1016/0022-1236(92)90103-P
- Broughan, Kevin (2017), Equivalents of the Riemann Hypothesis, Cambridge University Press, ISBN 978-1108290784
- Burton, David M. (2006), Elementary Number Theory, Tata McGraw-Hill Publishing Company Limited, ISBN 978-0-07-061607-3
- Cartier, P. (1982), „Comment l'hypothèse de Riemann ne fut pas prouvée”, Seminar on Number Theory, Paris 1980–81 (Paris, 1980/1981), Progr. Math., 22, Boston, MA: Birkhäuser Boston, стр. 35—48, MR 693308
- Connes, Alain (1999), „Trace formula in noncommutative geometry and the zeros of the Riemann zeta function”, Selecta Mathematica. New Series, 5 (1): 29—106, MR 1694895, arXiv:math/9811068 , doi:10.1007/s000290050042
- Connes, Alain (2000), „Noncommutative geometry and the Riemann zeta function”, Mathematics: frontiers and perspectives, Providence, R.I.: American Mathematical Society, стр. 35—54, MR 1754766
- Connes, Alain (2016), „An Essay on the Riemann Hypothesis”,  Ур.: Nash, J. F.; Rassias, Michael, Open Problems in Mathematics, New York: Springer, стр. 225—257, arXiv:1509.05576 , doi:10.1007/978-3-319-32162-2_5
- Conrey, J. B. (1989). „More than two fifths of the zeros of the Riemann zeta function are on the critical line”. J. Reine Angew. Math. 1989 (399): 1—16. MR 1004130. doi:10.1515/crll.1989.399.1. Архивирано из оригинала 26. 07. 2023. г. Приступљено 09. 03. 2020.
- Conrey, J. Brian (2003). „The Riemann Hypothesis” (PDF). Notices of the American Mathematical Society: 341—353. Reprinted in Borwein et al. 2008.
- Conrey, J. B.; Li, Xian-Jin (2000), „A note on some positivity conditions related to zeta and L-functions”, International Mathematics Research Notices, 2000 (18): 929—940, MR 1792282, arXiv:math/9812166 , doi:10.1155/S1073792800000489
- Deligne, Pierre (1974), „La conjecture de Weil. I”, Publications Mathématiques de l'IHÉS, 43: 273—307, MR 0340258, doi:10.1007/BF02684373
- Deligne, Pierre (1980), „La conjecture de Weil : II”, Publications Mathématiques de l'IHÉS, 52: 137—252, doi:10.1007/BF02684780
- Deninger, Christopher (1998), „Some analogies between number theory and dynamical systems on foliated spaces”, Proceedings of the International Congress of Mathematicians, Vol. I (Berlin, 1998), Documenta Mathematica, стр. 163—186, MR 1648030
- Dudek, Adrian W. (2014-08-21), „On the Riemann hypothesis and the difference between primes”, International Journal of Number Theory, 11 (3): 771—778, Bibcode:2014arXiv1402.6417D, ISSN 1793-0421, arXiv:1402.6417 , doi:10.1142/S1793042115500426
- Dyson, Freeman (2009), „Birds and frogs” (PDF), Notices of the American Mathematical Society, 56 (2): 212—223, MR 2483565
- Edwards, H. M. (1974), Riemann's Zeta Function, New York: Dover Publications, ISBN 978-0-486-41740-0, MR 0466039
- Fesenko, Ivan (2010), „Analysis on arithmetic schemes. II”, Journal of K-theory, 5 (3): 437—557, doi:10.1017/is010004028jkt103
- Ford, Kevin (2002), „Vinogradov's integral and bounds for the Riemann zeta function”, Proceedings of the London Mathematical Society, Third Series, 85 (3): 565—633, MR 1936814, doi:10.1112/S0024611502013655
- Franel, J.; Landau, E. (1924). „Les suites de Farey et le problème des nombres premiers" (Franel, 198–201); "Bemerkungen zu der vorstehenden Abhandlung von Herrn Franel (Landau, 202–206)”. Göttinger Nachrichten: 198—206.
- Ghosh, Amit (1983), „On the Riemann zeta function—mean value theorems and the distribution of |S(T)|”, J. Number Theory, 17: 93—102, doi:10.1016/0022-314X(83)90010-0
- Gourdon, Xavier (2004), The 1013 first zeros of the Riemann Zeta function, and zeros computation at very large height (PDF)
- Gram, J. P. (1903). „Note sur les zéros de la fonction ζ(s) de Riemann” (PDF). Acta Mathematica. 27: 289—304. doi:10.1007/BF02421310.
- Hadamard, Jacques (1896). „Sur la distribution des zéros de la fonction ζ(s) et ses conséquences arithmétiques”. Bulletin de la Société Mathématique de France. 14: 199—220. doi:10.24033/bsmf.545. Reprinted in Borwein et al. 2008.
- Hardy, G. H. (1914). „Sur les Zéros de la Fonction ζ(s) de Riemann”. C. R. Acad. Sci. Paris. 158: 1012—1014. JFM 45.0716.04. Reprinted in Borwein et al. 2008.
- Hardy, G. H.; Littlewood, J. E. (1921). „The zeros of Riemann's zeta-function on the critical line”. Math. Z. 10 (3–4): 283—317. doi:10.1007/BF01211614.
- Haselgrove, C. B. (1958), „A disproof of a conjecture of Pólya”, Mathematika, 5 (2): 141—145, ISSN 0025-5793, MR 0104638, Zbl 0085.27102, doi:10.1112/S0025579300001480 Reprinted in Borwein et al. 2008.
- Haselgrove, C. B.; Miller, J. C. P. (1960), Tables of the Riemann zeta function, Royal Society Mathematical Tables, Vol. 6, Cambridge University Press, ISBN 978-0-521-06152-0, MR 0117905 Review
- Hutchinson, J. I. (1925), „On the Roots of the Riemann Zeta-Function”, Transactions of the American Mathematical Society, 27 (1): 49—60, JSTOR 1989163, doi:10.2307/1989163
- Ingham, A.E. (1932), The Distribution of Prime Numbers, Cambridge Tracts in Mathematics and Mathematical Physics, 30, Cambridge University Press. Reprinted 1990, . ISBN 978-0-521-39789-6. Недостаје или је празан параметар |title= (помоћ), MR1074573
- Ireland, Kenneth; Rosen, Michael (1990), A Classical Introduction to Modern Number Theory (Second edition), New York: Springer, ISBN 0-387-97329-X
- Ivić, A. (1985), The Riemann Zeta Function, New York: John Wiley & Sons, ISBN 978-0-471-80634-9, MR 0792089 (Reprinted by Dover 2003)
- Ivić, Aleksandar (2008), „On some reasons for doubting the Riemann hypothesis”,  Ур.: Borwein, Peter; Choi, Stephen; Rooney, Brendan; Weirathmueller, Andrea, The Riemann Hypothesis: A Resource for the Afficionado and Virtuoso Alike, CMS Books in Mathematics, New York: Springer, стр. 131—160, ISBN 978-0-387-72125-5, arXiv:math.NT/0311162
- Karatsuba, A. A. (1984a), „Zeros of the function ζ(s) on short intervals of the critical line”, Izv. Akad. Nauk SSSR, Ser. Mat. (на језику: руски), 48 (3): 569—584, MR 0747251
- Karatsuba, A. A. (1984b), „Distribution of zeros of the function ζ(1/2 + it)”, Izv. Akad. Nauk SSSR, Ser. Mat. (на језику: руски), 48 (6): 1214—1224, MR 0772113
- Karatsuba, A. A. (1985), „Zeros of the Riemann zeta-function on the critical line”, Trudy Mat. Inst. Steklov. (на језику: руски) (167): 167—178, MR 0804073
- Karatsuba, A. A. (1992), „On the number of zeros of the Riemann zeta-function lying in almost all short intervals of the critical line”, Izv. Ross. Akad. Nauk, Ser. Mat. (на језику: руски), 56 (2): 372—397, Bibcode:1993IzMat..40..353K, MR 1180378, doi:10.1070/IM1993v040n02ABEH002168
- Karatsuba, A. A.; Voronin, S. M. (1992), The Riemann zeta-function, de Gruyter Expositions in Mathematics, 5, Berlin: Walter de Gruyter & Co., ISBN 978-3-11-013170-3, MR 1183467, doi:10.1515/9783110886146
- Keating, Jonathan P.; Snaith, N. C. (2000), „Random matrix theory and ζ(1/2 + it)”, Communications in Mathematical Physics, 214 (1): 57—89, Bibcode:2000CMaPh.214...57K, MR 1794265, doi:10.1007/s002200000261
- Knauf, Andreas (1999), „Number theory, dynamical systems and statistical mechanics”, Reviews in Mathematical Physics. A Journal for Both Review and Original Research Papers in the Field of Mathematical Physics, 11 (8): 1027—1060, Bibcode:1999RvMaP..11.1027K, MR 1714352, doi:10.1142/S0129055X99000325
- von Koch, Niels Helge (1901). „Sur la distribution des nombres premiers”. Acta Mathematica. 24: 159—182. doi:10.1007/BF02403071.
- Kurokawa, Nobushige (1992), „Multiple zeta functions: an example”, Zeta functions in geometry (Tokyo, 1990), Adv. Stud. Pure Math., 21, Tokyo: Kinokuniya, стр. 219—226, MR 1210791
- Lapidus, Michel L. (2008), In search of the Riemann zeros, Providence, R.I.: American Mathematical Society, ISBN 978-0-8218-4222-5, MR 2375028, doi:10.1090/mbk/051
- Шаблон:Eom
- Lehmer, D. H. (1956), „Extended computation of the Riemann zeta-function”, Mathematika. A Journal of Pure and Applied Mathematics, 3 (2): 102—108, MR 0086083, doi:10.1112/S0025579300001753
- Leichtnam, Eric (2005), „An invitation to Deninger's work on arithmetic zeta functions”, Geometry, spectral theory, groups, and dynamics, Contemp. Math., 387, Providence, RI: Amer. Math. Soc., стр. 201—236, MR 2180209, doi:10.1090/conm/387/07243.
- Levinson, N. (1974). „More than one-third of the zeros of Riemann's zeta function are on σ = 1/2”. Adv. Math. 13 (4): 383—436. MR 0564081. doi:10.1016/0001-8708(74)90074-7.
- Littlewood, J. E. (1962), „The Riemann hypothesis”, The scientist speculates: an anthology of partly baked idea, New York: Basic books
- van de Lune, J.; te Riele, H. J. J.; Winter, D. T. (1986), „On the zeros of the Riemann zeta function in the critical strip. IV”, Mathematics of Computation, 46 (174): 667—681, JSTOR 2008005, MR 829637, doi:10.2307/2008005
- Massias, J.-P.; Nicolas, Jean-Louis; Robin, G. (1988), „Évaluation asymptotique de l'ordre maximum d'un élément du groupe symétrique”, Polska Akademia Nauk. Instytut Matematyczny. Acta Arithmetica, 50 (3): 221—242, MR 960551, doi:10.4064/aa-50-3-221-242, Архивирано из оригинала 16. 03. 2012. г., Приступљено 09. 03. 2020
- Mazur, Barry; Stein, William (2015), Prime Numbers and the Riemann Hypothesis
- Montgomery, Hugh L. (1973), „The pair correlation of zeros of the zeta function”, Analytic number theory, Proc. Sympos. Pure Math., XXIV, Providence, R.I.: American Mathematical Society, стр. 181—193, MR 0337821 Reprinted in Borwein et al. 2008.
- Montgomery, Hugh L. (1983), „Zeros of approximations to the zeta function”,  Ур.: Erdős, Paul, Studies in pure mathematics. To the memory of Paul Turán, Basel, Boston, Berlin: Birkhäuser, стр. 497—506, ISBN 978-3-7643-1288-6, MR 820245
- Montgomery, Hugh L.; Vaughan, Robert C. (2007), Multiplicative Number Theory I. Classical Theory, Cambridge studies in advanced mathematics, 97, Cambridge University Press.. ISBN 978-0-521-84903-6. Недостаје или је празан параметар |title= (помоћ)
- Nicely, Thomas R. (1999), „New maximal prime gaps and first occurrences”, Mathematics of Computation, 68 (227): 1311—1315, Bibcode:1999MaCom..68.1311N, MR 1627813, doi:10.1090/S0025-5718-99-01065-0, Архивирано из оригинала 30. 12. 2014. г., Приступљено 09. 03. 2020.
- Nyman, Bertil (1950), On the One-Dimensional Translation Group and Semi-Group in Certain Function Spaces, PhD Thesis, University of Uppsala: University of Uppsala, MR 0036444